# 陸軍教導団
陸軍教導団（りくぐんきょうどうだん）とは、1871年12月（明治4年）から1899年（明治32年）11月30日までの間置かれた、大日本帝国陸軍において下士を養成した組織である。
1870年5月（明治2年）に大阪兵学寮（後の陸軍士官学校に当たる。）内に置かれた教導隊をその前身とする。1871年12月（明治4年）に教導隊は教導団と改称されて東京に移され、更に1873年（明治6年）10月に兵学寮から分離されて陸軍省の直轄となった。1899年（明治32年）に廃止された。初期には、沼津兵学校から編入された生徒もいた（古川宣誉や早川省義など。）。千葉県東葛飾郡の国府台（現・市川市）などに施設が置かれた。

## 明治7年

### 概要
1874年（明治7年）10月31日に改訂された陸軍教導団概則及び陸軍教導団条例によると、陸軍教導団の概要は次のようなものであった。
陸軍教導団は、陸軍諸兵の下士に任ずべき者を教育培養する兵団であって、その兵種を区分し、次の6科とした。括弧内は毎年採用すべき人数である。
1. 砲兵（約193名）
2. 工兵（約78名）
3. 歩兵（約1,335名）
4. 騎兵（約24名）
5. 輜重兵（約30名）
6. 本楽及び喇叭（約30名）

なお、生徒修業中は、学術を修し、成業を目途となすため、一切、帰省・休暇を許さなかった。下士に任用された場合、下士の服役期間は7箇年であった。
卒業の上、その学術が秀逸であって、殊に行状方正な者は、選抜して更に陸軍士官学校に転入させて、将校の学科を教授した。このため、陸軍教導団は単なる下士養成機関であるにとどまらず、陸軍での出世を目指す者たちの登竜門的な側面を有していた。そして、教導団出身で陸軍士官学校を経た者から将官も多数輩出した。武藤信義に至っては元帥まで昇っている。

### 採用の条件
陸軍教導団の生徒は、近衛及び鎮台の兵卒中入団志願の者並びに華族、士族、平民中で、陸軍出身志願の者から充てた。その採用条件は次の通りである。
1. 年齢：18歳から25歳まで。本楽及び喇叭は15歳から23歳まで。
2. 身長：5尺（約151.5cm）以上。砲兵は5尺2寸（約157.6cm）以上。
3. 身体：体格強壮。なかんずく本楽及び喇叭は歯列斉密の者。
4. 写字：書束往復に差し支えのない者。
5. 読書：練兵書等を了解する者。但し本楽及び喇叭はこれを問わない。
6. 算術：加減乗除を能くする者。但し本楽及び喇叭はこれを問わない。

### 各隊
教導団本部には、次の官僚等が設けられた。
- 長
- 次長
- 書記（3課に分かれた）
- 筆生
- 会計官（3課に分かれた）
- 教官（4課に分かれた）

教導団には次の隊が設けられた。
- 砲兵大隊（海岸砲兵の教導も兼ねた。）
- 工兵大隊
- 歩兵大隊
- 騎兵大隊（輜重兵の教導も兼ねた。）
- 楽隊（喇叭の教導も兼ねた。）

## 明治23年-明治32年

### 概要
陸軍教導団条例（明治23年勅令第47号）によると、以下のような概要であった。陸軍教導団は、華族、士族、平民中で、歩兵、騎兵、野戦砲兵、工兵、輜重兵科の下士に出身志願の者を選抜して生徒となして、下士たるに必要な教育を施すことを目的とした。
生徒の学期は、概ね毎年12月に始まり、各兵科毎の修業年限は次の通りであった。なお、生徒修業中は一切、帰省・休暇を許さなかった。
- 歩兵科：16箇月
- 騎兵科：18箇月
- 砲兵科：20箇月
- 工兵科：20箇月
- 輜重兵科：18箇月

学期末の終末試験に及第した者には、陸軍教導団教則卒業證書を付与して、2等軍曹に任じた。

### 職員
職員としては次のものを置いた。
- 団長：歩兵大佐又は歩兵中佐。歩兵生徒隊長を兼ねる。
- 副官：大尉1人、中尉1人
- 病院長：2等軍医正
- 生徒隊長：少佐1人、大尉3人
- 隊附士官：大尉4人、中尉20人
- 歩兵生徒隊附副官：中尉1人
- 砲兵生徒隊附副官：中尉1人
- 軍吏：6人
- 軍医：8人
- 薬剤官：1人
- 獣医：3人

## 団長
司令長官
- （心得）曾我祐準 少将：1873年2月6日[4] -
- （心得）福原和勝 大佐：1873年6月10日[4] -

教導団長
- 高島鞆之助 大佐：1875年2月7日[4] -
- 渡辺央 大佐：1881年3月16日[4] -
- 波多野毅 歩兵中佐：1890年3月26日 - 1892年11月22日
- 沖原光孚 歩兵大佐：1892年11月22日 - 1893年5月3日
- 山中信儀 歩兵中佐：1893年5月3日 - 1895年12月26日（1894.12.大佐昇進）
- 隠岐重節 歩兵大佐：1895年12月26日 - 1897年2月17日
- 西島助義 歩兵大佐：1897年2月17日 - 1898年3月3日
- 須永武義 歩兵中佐：1898年3月3日 - 10月1日
- 小畑蕃 歩兵大佐：1898年10月1日 - 1899年11月30日

元教導団残務整理委員長
- 小畑蕃 歩兵大佐：1899年11月30日 -

## 教導団出身者

### 大将まで昇った者
- 武藤信義：大正14年任大将、昭和8年5月3日元帥。
- 田中義一
- 中村覚：明治5年7月入団、明治6年11月任陸軍伍長、大正4年1月任大将。
- 神尾光臣：明治5年10月入団、明治9年2月任歩兵軍曹、大正5年6月任大将。
- 鮫島重雄：明治6年1月入団、明治6年6月任陸軍伍長、明治44年9月6日任大将。
- 河合操：明治12年入団、大正10年任大将。
- 菊池慎之助：明治16年10月入団、大正12年任大将。
- 白川義則：明治17年1月入団、明治19年1月任陸軍工兵二等軍曹、大正14年3月任大将。
- 鈴木荘六
- 岸本鹿太郎：昭和4年任大将。

### 中将まで昇った者
- 古川宣誉：1906年（明治39年）3月任中将。
- 木越安綱：1874年（明治7年）9月修業、任軍曹、1904年（明治37年）任中将。
- 東条英教
- 林太一郎：1878年10月修業、任軍曹。1911年9月任中将。
- 辻村楠造：1879年7月修業、任軍曹。1913年任主計総監（中将相当官）。
- 仙波太郎：1910年11月任中将。
- 萩野末吉：1914年3月任中将。
- 浅川敏靖：1914年8月任中将。
- 柴勝三郎：1915年2月任中将。
- 小池安之：1916年（大正5年）5月任中将。
- 白水淡：1917年8月任中将。
- 和田亀治：1889年（明治22年）5月修業、1923年（大正12年）8月任中将。
- 牛島貞雄：1893年（明治26年）12月入団、1931年8月任中将。
- 両角三郎：1921年（大正10年）6月任中将。

### 少将まで昇った者
- 奥山義章：明治5年（1872年）入団、明治39年（1906年）任少将。
- 早川省義：1903年任少将。
- 樋口喜吉:明治11年（1878年）入団、大正4年（1915年）任少将。
- 横田宗太郎:明治9年（1876年）入団、明治42年（1908年）任少将。
- 渡辺兼二:明治18年（1885年）入団、大正4年（1915年）任少将。
- 伊豆凡夫：1910年任少将。
- 草生政恒：1882年歩兵科卒、1912年任少将。

### 佐尉官まで昇った者
- 時尾善三郎：1874年（明治7年）陸軍教導団工兵科入学、1876年（明治9年）4月卒業、1904年（明治37年）被任工兵大佐。
- 岩倉久米雄：明治17年（1884年）陸軍教導団工兵生徒申付、明治43年（1910年）被任砲兵大佐。
- 大越兼吉：1885年（明治18年）入団、1905年（明治38年）被任中佐。
- 根津一：少佐
- 藤巻胤家：明治5年（1872年）教導団歩兵科入学、明治7年（1874年）被任軍曹、明治23年（1890年）被任歩兵大尉。
- 荒尾精：1878年（明治11年）砲兵科へ入団、大尉。
- 福島泰蔵：1888年（明治21年）陸軍教導団卒業、陸士（士官候補生2期）卒業、1898年（明治31年）被任大尉。
- 平石弁蔵：1893年（明治26年）教導団歩兵科入学、少佐。
- 神成文吉：1901年（明治34年）被任歩兵大尉
- 白瀬矗：1881年（明治14年）教導団卒業、中尉
- 屋部憲通：中尉
- 長谷川戍吉：1886年（明治19年）入団、騎兵少佐。
- 野田正昇：少尉
- 玉井淸水：1876年（明治9年）入団、1901年（明治34年）歩兵大佐
- 弓場常次：1894年（明治27年）卒業、日露戦争の功績により勲六等従五位（中佐）叙勲

### その他の出身者等
- 柴崎芳太郎：後に陸軍技師
- 竹内賀久治：中退。後に法学博士、弁護士、法政大学総長。
- 坂田祐：1899年（明治32年）11月任騎兵軍曹。後に関東学院院長。
- 飯塚雲擧：後に書家

### 職員だった者
- 梅沢道治：明治5年（1872年）3月、陸軍教導団付（少尉心得）。
- 天野貞省：明治5年（1872年）8月、伝習中教導団附。6年（1873年） - 7年（1874年）12月、教導団附兼務（大尉→少佐）。
- 福原和勝：明治6年（1873年）6月、陸軍教導団司令長官心得（大佐）。
- 小菅智淵：明治10年（1877年）5月、陸軍教導団教官。
- 福島安正：明治12年（1879年）3月 - 12月、陸軍教導団歩兵大隊付（歩兵中尉）。
- 長岡外史：明治13年（1880年）6月、陸軍教導団小隊長（歩兵少尉）。
- 永持明徳：明治14年（1881年）3月 - 17年（1884年）10月、陸軍教導団次長。
- 山内通義：明治17年（1884年）10月 - 21年（1888年）12月、陸軍教導団次長。
- 真鍋斌：かつて陸軍教導団出仕。
- 豊辺新作：かつて陸軍教導団騎兵中隊小隊長。